# آرتیوموفسک
شهر آرتیوموفسک (به روسی: Артёмовск) در کشور روسیه و در کرای کراسنویارسک واقع شده‌است.